# Kernbach

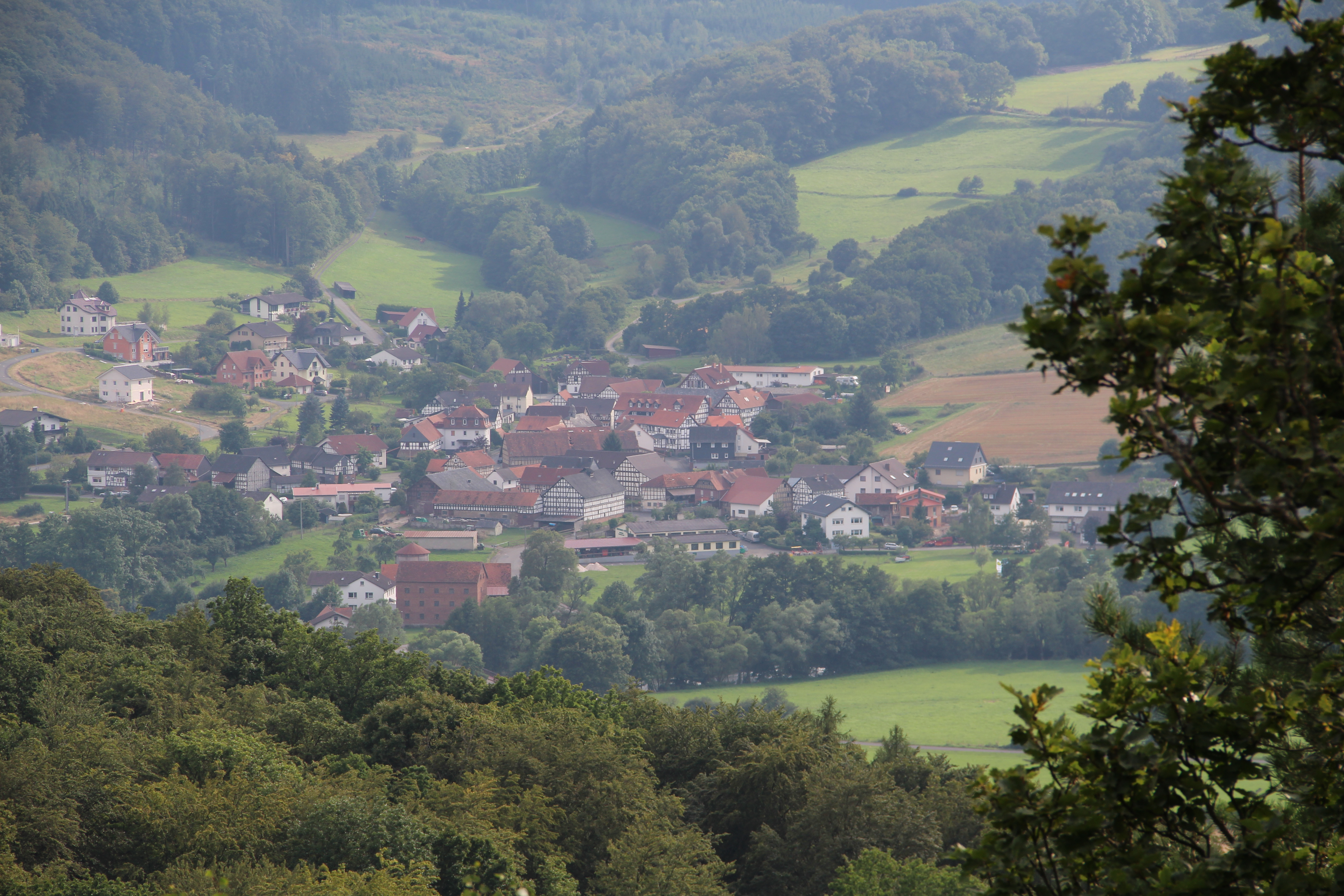
Kernbach vom Wollenberg

Kernbach ist ein dörflicher Ortsteil der Gemeinde Lahntal im mittelhessischen Landkreis Marburg-Biedenkopf.

## Geographie
Der Ort liegt im westlichen Gemeindeteil, umgeben vom Rimberg (497,1 m ü. NHN), Feiselberg (413 m ü. NHN), Rotem Scheid und der Lahn. Eine einzige Verbindungsstraße verläuft durch den Ort von der Bundesstraße 62 bis nach Caldern. In Ortsnähe verläuft der Lahntal-Radweg.

## Geschichte

### Ortsgeschichte
Die älteste bekannte schriftliche Erwähnung von Kernbach erfolgte unter dem Namen Cagerenbach um das Jahr 1130 in Urkunden des Staatsarchivs Marburg. Gemäß einer Urkunde des Klosters Caldern wurde Kernbach dann aber 1254 unter dem Namen „Kerenbach“ geführt. Somit feierte Kernbach 2004 sein 750-Jahre-Jubelfest.
Zum 31. Dezember 1970 fusionierte die bis dahin selbständige Gemeinde Kernbach mit der benachbarten Gemeinde Caldern im Zuge der Gebietsreform in Hessen freiwillig zur neuen Gemeinde Caldern. 
Bereits zum 31. Dezember 1971 fusionierten die Gemeinden Caldern freiwillig zur neuen Gemeinde Lahntal. Dadurch wurde Kernbach ein Ortsteil von Lahntal.
Für Kernbach wurde, wie für die übrigen ehemals eigenständigen Gemeinden von Lahntal, ein Ortsbezirk  gebildet.

### Verwaltungsgeschichte im Überblick
Die folgende Liste zeigt die Staaten und Verwaltungseinheiten, denen Kernbach angehört(e):
- vor 1567: Heiliges Römisches Reich, Landgrafschaft Hessen, Gericht Kaldern (Gericht Kaldern bestand aus den Orten: Kaldern, Kernbach, Dagobertshauſen, Michelbach, Brüngershausen und Wehrshausen, sowie die Hälfte von Dilschhausen)[11]
- ab 1567: Heiliges Römisches Reich, Landgrafschaft Hessen-Marburg, Amt Marburg[12]
- 1604–1648: Heiliges Römisches Reich, strittig zwischen Landgrafschaft Hessen-Darmstadt und Landgrafschaft Hessen-Kassel (Hessenkrieg), Amt Marburg
- ab 1648: Heiliges Römisches Reich, Landgrafschaft Hessen-Kassel, Amt Marburg
- ab 1806: Landgrafschaft Hessen-Kassel, Amt Kaldern und Reitzberg
- 1807–1813: Königreich Westphalen, Departement der Werra, Distrikt Marburg, Kanton Kaldern
- ab 1815: Kurfürstentum Hessen, Amt Kaldern und Reitzberg[13]
- ab 1821: Kurfürstentum Hessen, Provinz Oberhessen, Kreis Marburg[14][Anm. 2]
- ab 1848: Kurfürstentum Hessen, Bezirk Marburg
- ab 1851: Kurfürstentum Hessen, Provinz Oberhessen, Kreis Marburg
- ab 1867: Königreich Preußen, Provinz Hessen-Nassau, Regierungsbezirk Kassel, Kreis Marburg
- ab 1871: Deutsches Reich, Königreich Preußen, Provinz Hessen-Nassau, Regierungsbezirk Kassel, Kreis Marburg
- ab 1918: Deutsches Reich, Freistaat Preußen, Provinz Hessen-Nassau, Regierungsbezirk Kassel, Kreis Marburg
- ab 1944: Deutsches Reich, Freistaat Preußen, Provinz Kurhessen, Landkreis Marburg
- ab 1945: Amerikanische Besatzungszone, Groß-Hessen, Regierungsbezirk Kassel, Landkreis Marburg
- ab 1946: Amerikanische Besatzungszone, Hessen, Regierungsbezirk Kassel, Landkreis Marburg
- ab 1949: Bundesrepublik Deutschland, Hessen, Regierungsbezirk Kassel, Landkreis Marburg
- ab 1971: Bundesrepublik Deutschland, Hessen, Regierungsbezirk Kassel, Landkreis Marburg, Gemeinde Lahntal[Anm. 3]
- ab 1974: Bundesrepublik Deutschland, Hessen, Regierungsbezirk Kassel, Landkreis Marburg-Biedenkopf, Gemeinde Lahntal
- ab 1981: Bundesrepublik Deutschland, Hessen, Regierungsbezirk Gießen, Landkreis Marburg-Biedenkopf, Gemeinde Lahntal

### Gerichte seit 1821
Mit Edikt vom 29. Juni 1821 wurden in Kurhessen Verwaltung und Justiz getrennt. In Marburg wurde der Kreis Marburg für die Verwaltung eingerichtet und das Landgericht Marburg war als Gericht in erster Instanz für Kernbach zuständig. 1850 wurde das Landgericht Marburg in Justizamt Marburg umbenannt. Nach der Annexion Kurhessens durch Preußen 1866 wurde das Justizamt Marburg am 1. September 1867 umbenannt in Amtsgericht Marburg. Auch mit dem Inkrafttreten des Gerichtsverfassungsgesetzes von 1879 blieb das Amtsgericht unter seinem Namen bestehen.

## Bevölkerung

### Einwohnerstruktur 2011
Nach den Erhebungen des Zensus 2011 lebten am Stichtag dem 9. Mai 2011 in Kernbach 171 Einwohner. Darunter waren 3 (1,8 %) Ausländer.
Nach dem Lebensalter waren 27 Einwohner unter 18 Jahren, 75 zwischen 18 und 49, 36 zwischen 50 und 64 und 33 Einwohner waren älter. Die Einwohner lebten in 69 Haushalten. Davon waren 24 Singlehaushalte, 15 Paare ohne Kinder und 24 Paare mit Kindern, sowie 6 Alleinerziehende und 3 Wohngemeinschaften. In 12 Haushalten lebten ausschließlich Senioren und in 42 Haushaltungen lebten keine Senioren.

### Einwohnerentwicklung
| Quelle: Historisches Ortslexikon |                                                                                     |
| • 1577:                          | 22 Hausgesesse                                                                      |
| • 1630:                          | 14 Mannschaften (zwei dreispännige, neun zweispännige Ackerleute, vier Einläuftige) |
| • 1681:                          | 14 hausgesessene Mannschaften                                                       |
| • 1838:                          | Familien: 15 nutzungsberechtigte Ortsbürger, drei Beisassen                         |
| • 1748:                          | 118 Einwohner                                                                       |

| Kernbach: Einwohnerzahlen von 1834 bis 2022 | Kernbach: Einwohnerzahlen von 1834 bis 2022 | Kernbach: Einwohnerzahlen von 1834 bis 2022 | Kernbach: Einwohnerzahlen von 1834 bis 2022 | Kernbach: Einwohnerzahlen von 1834 bis 2022 |
| --- | ------------------------------------------- | ------------------------------------------- | ------------------------------------------- | ------------------------------------------- |
| Jahr |                                             |                                             |                                             | Einwohner                                   |
| 1834 | 1834                                        |                                             | 147                                         | 147                                         |
| 1840 | 1840                                        |                                             | 163                                         | 163                                         |
| 1846 | 1846                                        |                                             | 158                                         | 158                                         |
| 1852 | 1852                                        |                                             | 141                                         | 141                                         |
| 1858 | 1858                                        |                                             | 152                                         | 152                                         |
| 1864 | 1864                                        |                                             | 147                                         | 147                                         |
| 1871 | 1871                                        |                                             | 145                                         | 145                                         |
| 1875 | 1875                                        |                                             | 128                                         | 128                                         |
| 1885 | 1885                                        |                                             | 149                                         | 149                                         |
| 1895 | 1895                                        |                                             | 148                                         | 148                                         |
| 1905 | 1905                                        |                                             | 128                                         | 128                                         |
| 1910 | 1910                                        |                                             | 133                                         | 133                                         |
| 1925 | 1925                                        |                                             | 144                                         | 144                                         |
| 1939 | 1939                                        |                                             | 137                                         | 137                                         |
| 1946 | 1946                                        |                                             | 210                                         | 210                                         |
| 1950 | 1950                                        |                                             | 193                                         | 193                                         |
| 1956 | 1956                                        |                                             | 170                                         | 170                                         |
| 1961 | 1961                                        |                                             | 154                                         | 154                                         |
| 1967 | 1967                                        |                                             | 169                                         | 169                                         |
| 1980 | 1980                                        |                                             | ?                                           | ?                                           |
| 1990 | 1990                                        |                                             | ?                                           | ?                                           |
| 2000 | 2000                                        |                                             | ?                                           | ?                                           |
| 2011 | 2011                                        |                                             | 171                                         | 171                                         |
| 2014 | 2014                                        |                                             | 202                                         | 202                                         |
| 2022 | 2022                                        |                                             | 205                                         | 205                                         |
| Datenquelle: Historisches Gemeindeverzeichnis für Hessen: Die Bevölkerung der Gemeinden 1834 bis 1967. Wiesbaden: Hessisches Statistisches Landesamt, 1968. Weitere Quellen: LAGIS; Zensus 2011; Gemeinde Lahntal; 2014, 2022 |                                             |                                             |                                             |                                             |

### Historische Religionszugehörigkeit
| Quelle: Historisches Ortslexikon |                                                                  |
| • 1861:                          | 148 evangelisch-lutherische, 3 evangelisch-reformierte Einwohner |
| • 1885:                          | 149 evangelische (= 100,00 %) Einwohner                          |
| • 1961:                          | 145 evangelische, 6 römisch-katholische Einwohner                |

### Historische Erwerbstätigkeit
| Quelle: Historisches Ortslexikon | |
| • 1748:                          | 118 Einwohner. Erwerbspersonen: vier Schmiede, ein Wagner, ein Leineweber, ein Schneider, ein Müller, zwei Dachdecker, ein Wirt, ein Spielmann, ein Tagelöhner |
| • 1838:                          | Familien: 13 Ackerbau, fünf Gewerbe |
| • 1961:                          | Erwerbspersonen: 51 Land- und Forstwirtschaft, 22 produzierendes Gewerbe, neun Handel und Verkehr, sechs Dienstleistungen und Sonstiges                        |

## Politik
Für Kernbach besteht ein Ortsbezirk mit Ortsbeirat und Ortsvorsteher nach der Hessischen Gemeindeordnung.
Der Ortsbeirat für den Ortsbezirk Kernbach besteht aus drei Mitgliedern. Die Wahlbeteiligung zur Wahl des Ortsbeirats bei der Kommunalwahl 2021 67,74 %. Alle Kandidaten gehörten der „Bürgerliste Kernbach“ an. Der Ortsbeirat wählte Moritz Hildebrandt zum Ortsvorsteher.

## Kultur und Sehenswürdigkeiten

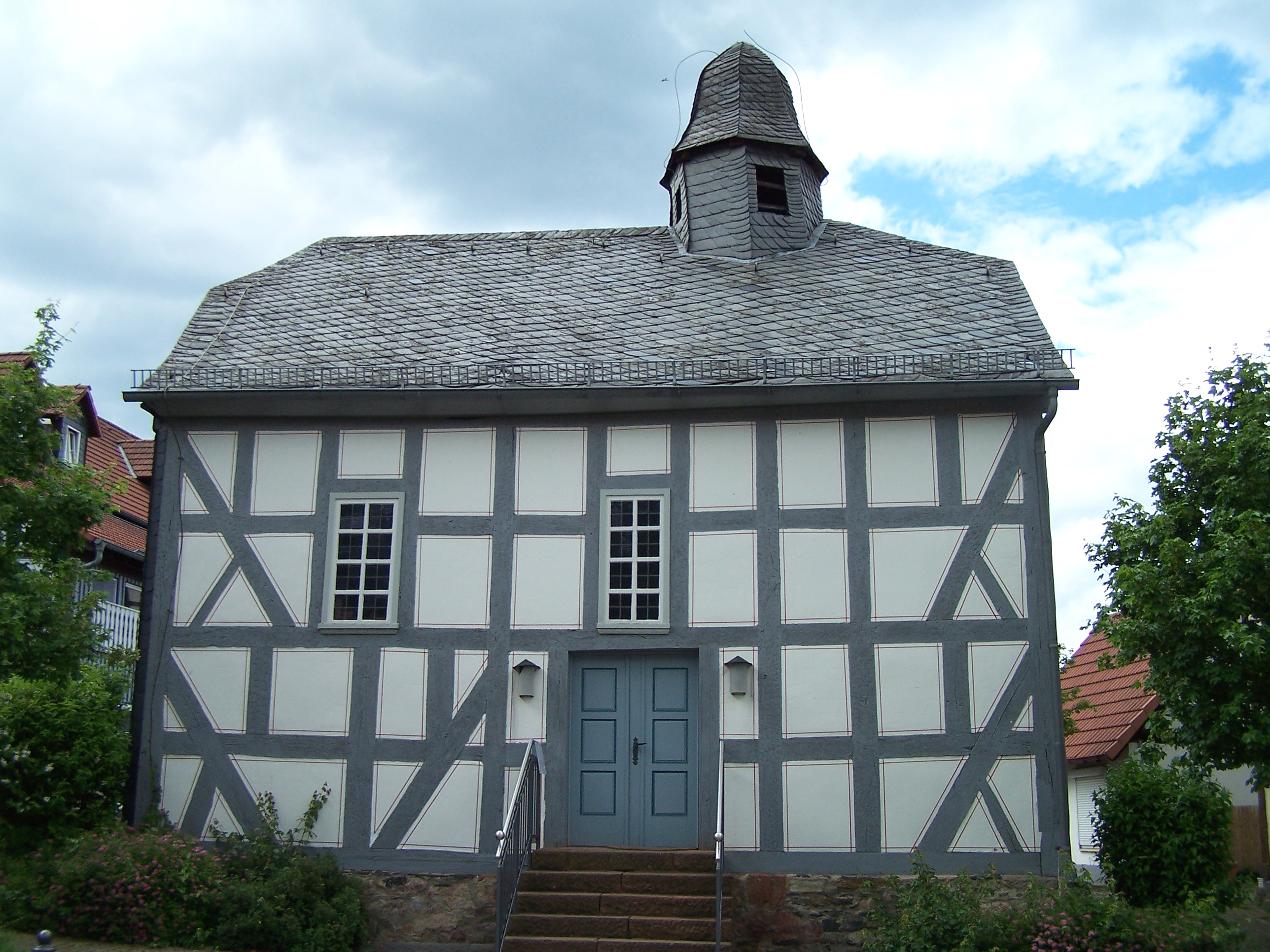
Fachwerkkirche in Kernbach

Im Dorf befindet sich eine Fachwerkkirche in Ständerbauweise aus dem Jahre 1687. Die Kirche ist heute Filialkirche der evangelisch-lutherischen Kirchengemeinde Caldern für Caldern, Kernbach und Brungershausen, deren Pfarrkirche die Nikolaikirche in Caldern ist.

## Wirtschaft und Infrastruktur
Kernbach hat ein Dorfgemeinschaftshaus, das Freizeitheim Wiskerhof sowie einen Campingplatz mit 70 Stellplätzen und weiteren Dauerparkplätzen. Der Campingplatz liegt am Fuße des Rimberges im Naturschutzgebiet der Lahn.